# Czesław Ząbecki
Czesław Ząbecki (ur. 3 stycznia 1934 w Czortkowie, zm. 23 października 1997 w Warszawie) – polski działacz lekkoatletyczny, prezes Polskiego Związku Lekkiej Atletyki,
Syn Adama. Od 1953 roku należał do PZPR. W 1957 ukończył studia na Wydziale Łączności Politechniki Wrocławskiej w zakresie automatyki i mechaniki przemysłowej. Przez całą karierę zawodową związany był z Biurem Studiów i Projektów Przemysłowych Urządzeń Elektrycznych „Elektroprojekt”, a od 1980 do śmierci był jego naczelnym dyrektorem. Zajmował się elektroenergetyką i automatyką przemysłową. Pod jego kierunkiem powstał pierwszy w Polsce półprzewodnikowy system sterowania procesami technologicznymi w przemyśle materiałów ogniotrwałych.
W młodości uprawiał lekkoatletykę w AZS Wrocław.  Po ukończeniu studiów był działaczem Dolnośląskiego Okręgowego Związku Lekkiej Atletyki, w tym jego wiceprezesem (1960–1972) i prezesem (1972–1976). W latach 1980–1984 i 1989–1997 pełnił funkcję Prezesa Polskiego Związku Lekkiej Atletyki. Organizowany przez Dolnośląski Związek Lekkiej Atletyki Memoriał Feliksa Malanowskiego jest od 2002 poświęcony także jego pamięci.
Był odznaczony m.in. Krzyżem Oficerskim Orderu Odrodzenia Polski (1997). Złotym i Srebrnym Krzyżem Zasługi oraz odznaką Zasłużony Działacz Kultury Fizycznej.